# اکسید اربیم
اکسید اربیم (به انگلیسی: Erbium oxide) با فرمول شیمیایی Er۲O۳ یک ترکیب شیمیایی است. که جرم مولی آن ۳۸۲٫۵۶ g/mol می‌باشد. شکل ظاهری این ترکیب، بلورهای بنفش است.